# Pierre Tourneresse von Cairon

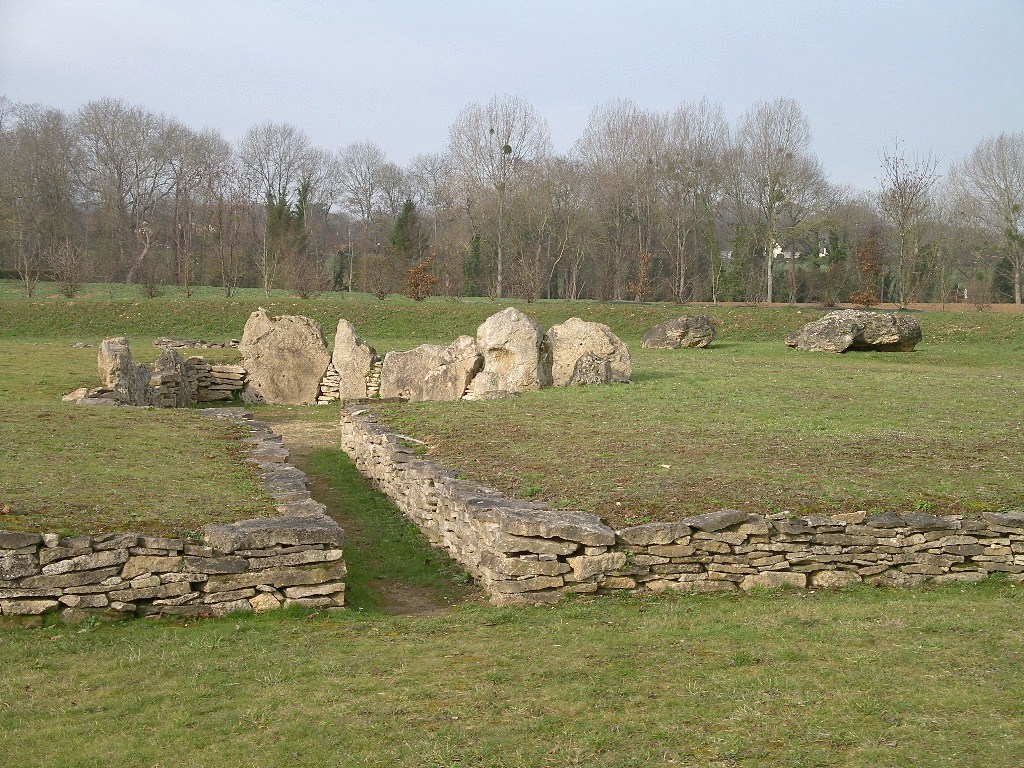
Pierre Tourneresse von Cairon mit modernem seitlichen Zugang

Die Megalithanlage Pierre Tourneresse von Cairon liegt bei Caen im Département Calvados in der Normandie in Frankreich.
In einem von einer niedrigen Trockensteinmauer gefassten Rundhügel von etwa 24 m Durchmesser liegen die Überreste zweier neolithischer Kammern, die keinem der Haupttypen der französischen Megalithik zuzuordnen sind.

## Hauptkammer
Die Hauptkammer liegt etwa in der Mitte des Rundhügels und hat einen etwa sieben Meter langen Gang, der von Osten kommend, axial in eine nur in etwa rechteckige, etwa 4,5 Meter lange und 3,0 Meter breite Kammer mündet, die aus großen Orthostaten mit Zwischenmauerwerk gebildet wird. An verschiedenen Stellen rund um die Kammer scheint es kleine Seitennischen gegeben zu haben. Eine große schräg angesetzte Nische wurde bei der Rekonstruktion nachgebildet. Die Decksteine sowie der obere Bereich des Hügels sind nicht erhalten.

Pierre Tourneresse von Cairon
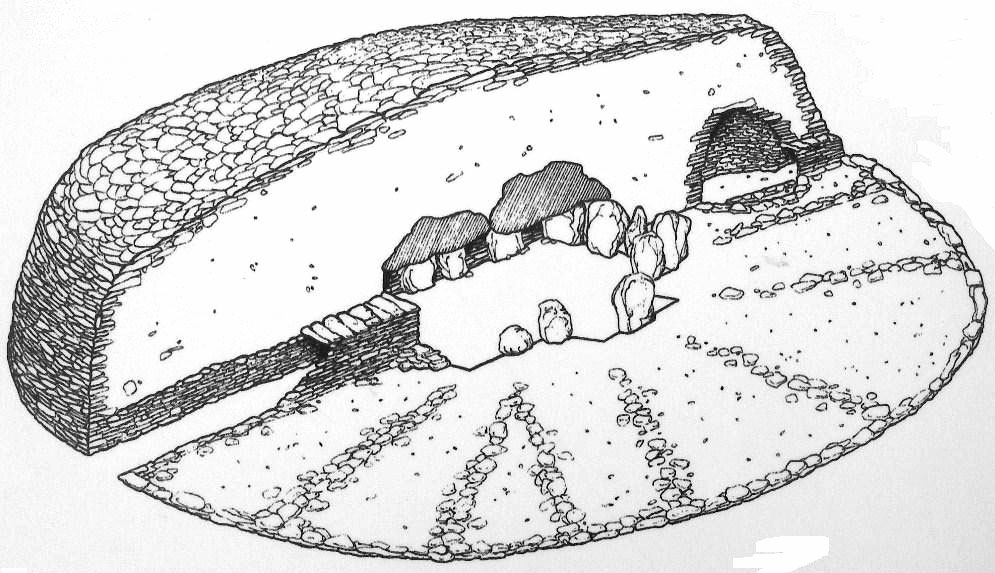
Schema Pierre Tourneresse von Cairon
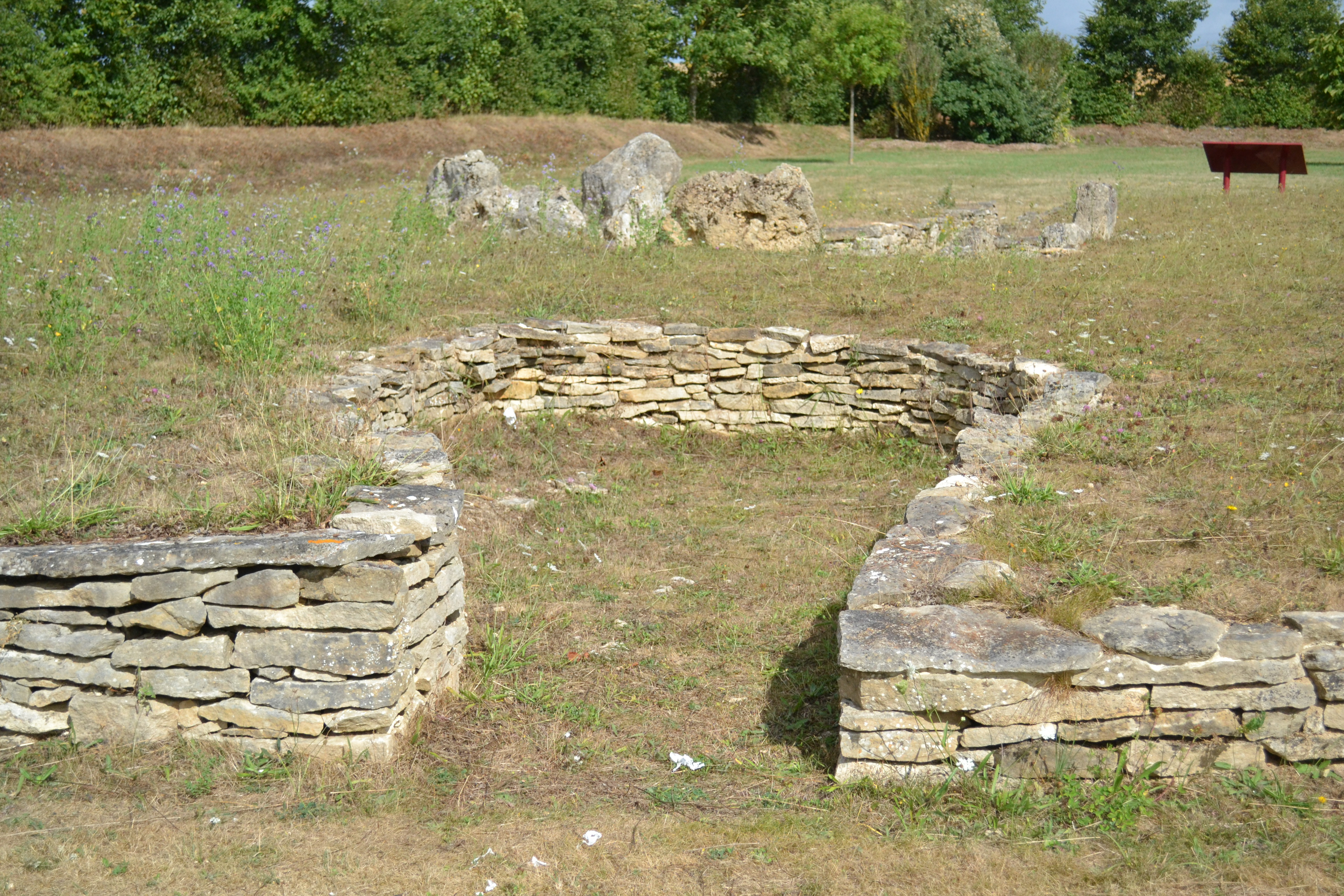
Nebenkammer
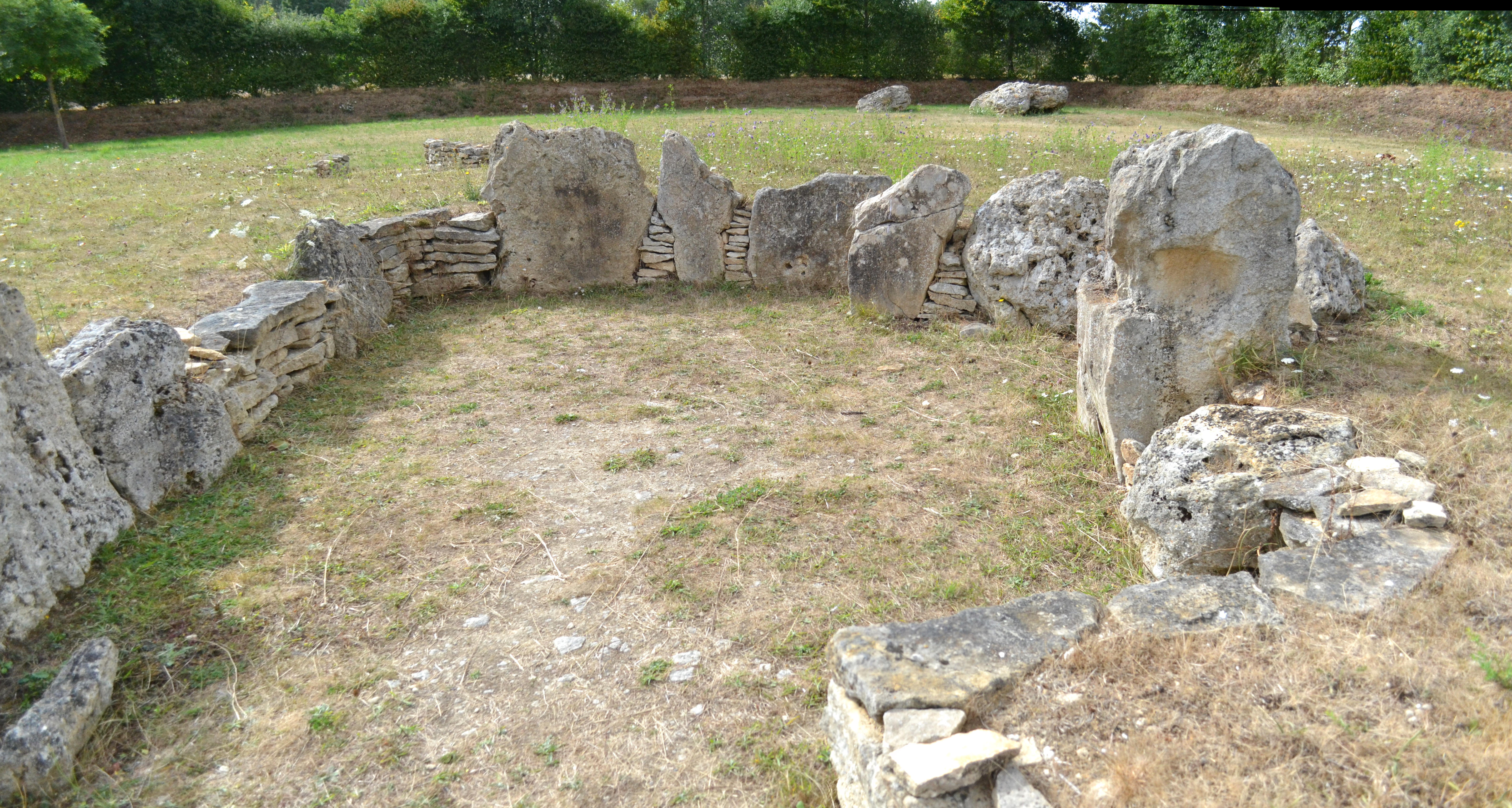
Hauptkammer
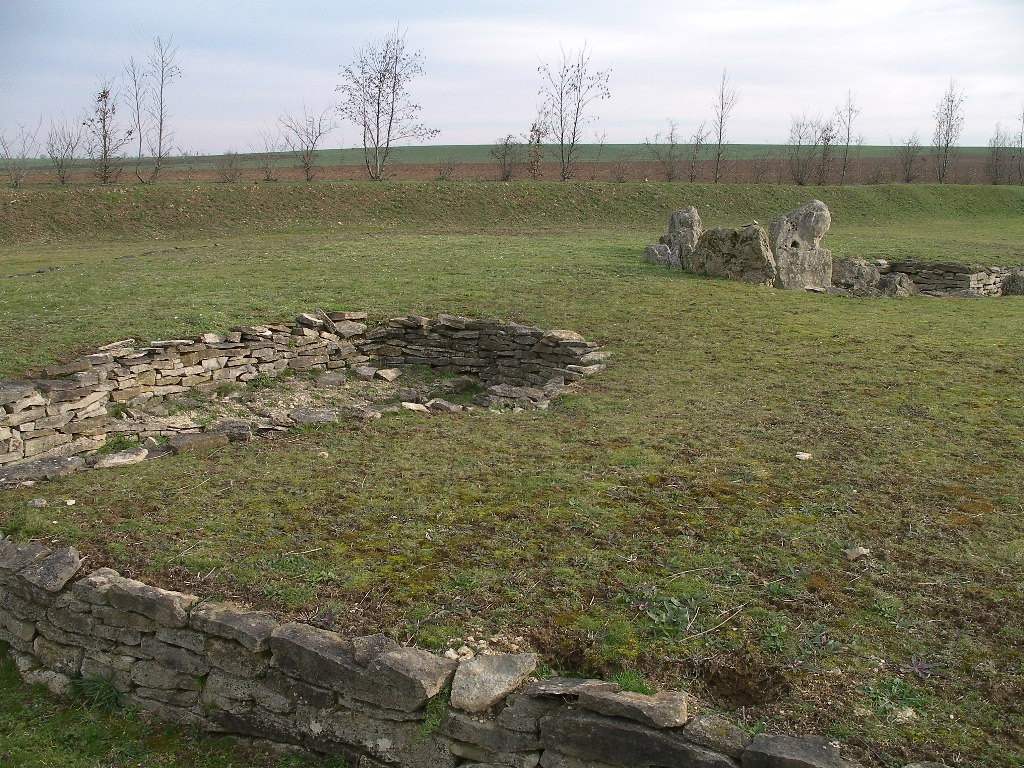
Beide Kammern

## Zweite Kammer
Die zweite, wesentlich kleinere Kammer, öffnet sich an der Westseite und liegt etwa gegenüber der Hauptkammer. Sie ist etwa 3,5 m lang leicht trapezoid und öffnet bis zu einer Breite von etwa 2 m. Das innere Ende bildete eine Apsis. Die Kammer wurde aus Trockenmauerwerk gebildet und hatte vermutlich eine Kraggewölbedecke. Ein Mauersprung entlang der Nordseite bildet eine Art Nische.
In der Nähe liegen/stehen der Menhir de la Demoiselle de Bracqueville, der Pierre Debout und die Menhire Les Grosses Devises.